# 木村遥音

木村 遥音（きむら はると、2002年6月27日 - ）は、日本のプロバスケットボール選手。埼玉県出身。ポジションはポイントガード。

## 来歴

### プロ入りまで
埼玉県出身。
毛呂山町立毛呂山小学校（毛呂山シトロンズ）を経て、毛呂山町立毛呂山中学校を卒業。
正智深谷高等学校ではウィンターカップベスト8。二級上に渡部琉（広島ドラゴンフライズ）がいる。
帝京平成大学では関東大学バスケリーグ3部アシスト王となった。

### しながわシティ時代（2024-）
22024-25シーズン。
特別指定選手としてしながわシティに入団し、Bリーグ選手となる。
2024年9月29日の三重戦（開幕戦）にてプロ初出場および初得点を記録した。
21試合出場、4.90分、1.38得点、0.33リバウンド、0.62アシストを記録した。

## 個人成績
| シーズン   | チーム | GP | GS | MPG  | FG%   | 3P%   | FT%   | RPG  | APG  | SPG  | BPG  | TO   | PPG  |
| ---------- | ------ | -- | -- | ---- | ----- | ----- | ----- | ---- | ---- | ---- | ---- | ---- | ---- |
| B3 2024-25 | 品川   | 21 | 0  | 4.90 | 52.2% | 33.3% | 20.0% | 0.33 | 0.62 | 0.24 | 0.00 | 0.29 | 1.38 |

## 人物

### 目標とするスポーツ選手
デイミアン・リラード